# Doinița Gherman
Doinița Gherman (n. 6 decembrie 1989, Chișinău, RSS Moldovenească, astăzi Republica Moldova) este o cântăreață de muzică ușoară. 

## Biografie
A studiat pianul la Școala de Arte din Chișinău "Valeriu Poleacov". A absolvit Liceul Ștefan cel Mare din Chișinău după care a urmat Academia de Muzică, Teatru și Arte Plastice din Chișinău.

## Eurovision
În 2014 în cadrul Preselecției Naționale al Concursului Internțional Eurovision a evoluat cu piesa  "Planeta e un rai", însă n-a reușit să câștige.
Un an mai târziu a participat cu piesa "Inimă fierbinte" ajuns în semifiala preselecției 2015,  însă, s-a iscat un conflict care a generat într-un adevărat scandal, interpreta primind un punct de la un membru al juriului a menționat: "Îmi jignește orgoliul meu de patriot" fiind replica lui Serge Kino, membrul juriului: "Consider că piesa pentru Eurovision trebuie să fie în limba engleză" a fost răspunsul acestuia. Iar de aici și până la scandal nu a fost decât un simplu pas.